# Chi Cà rốt
Chi Cà rốt (danh pháp khoa học: Daucus) là một chi chứa khoảng 20-25 loài cây thân thảo trong họ Hoa tán (Apiaceae), với loài được biết đến nhiều nhất là cà rốt đã thuần dưỡng (Daucus carota phân loài sativus). Chúng có nguồn gốc từ khu vực Bắc Phi, Tây Nam Á và châu Âu, nhưng hiện nay được gieo trồng rộng khắp thế giới, chủ yếu là khu vực ôn đới.

## Đặc trưng
Các loài cà rốt là các cây thân thảo sống hai năm, ít khi một năm hay lâu năm. Thân đơn độc mọc thẳng đứng, rỗng ruột, khía dọc, phân cành, có lông mọc ngược. Các lá có cuống; mọc cách, phiến lá xẻ lông chim 2-3 lần, các chét lá nhỏ và hẹp. Các tán hoa mọc ở đầu cành hay nách lá, dạng kép lỏng lẻo; nhiều lá bắc, hình lông chim; nhiều tia, trải rộng hay cong vào sau khi nở; nhiều lá bắc con, khía răng cưa hay nguyên mép; các tán nhiều hoa. Các hoa trung tâm thường vô sinh với các cánh hoa màu tía và lớn. Các răng nhỏ của đài hoa bị teo đi hay dễ thấy. Hoa tạp tính, màu trắng hay vàng, hình tim ngược, với đỉnh cụp vào trong, các cánh bên ngoài của các hoa phía ngoài trong tán hoa lớn và tỏa ra. Gốc trụ hình nón; vòi nhụy ngắn. Quả hình elipxoit, bị nén ở phần sống lưng, chứa 2 hạt dài 3–4 mm; các gân chính hình chỉ, cứng; các gân phụ có cánh, các cánh với gai móc; các ống tinh dầu nhỏ với số lượng là 1 tại các rãnh cắt phía dưới các gân thứ cấp và 2 trên chỗ nối. Mặt hạt hơi lõm tới gần phẳng. Cuống lá noãn nguyên hay chẻ đôi ở đỉnh. Rễ củ to, dài hình cọc, màu vàng, cam, đỏ.
Thụ phấn nhờ các loài côn trùng (như các bộ Diptera, Coleoptera, Hymenoptera).

## Một số loài
Chi này chứa khoảng 20 loài, được phân chia làm 3 đoạn. Các loài bao gồm:
- Daucus aureus Desf., cà rốt vàng
- Daucus bicolor
- Daucus broteri Ten., cà rốt Brotero
- Daucus carota L., cà rốt dại
- Daucus durieui Lange, cà rốt Durieu
- Daucus glochidiatus (Labill.) Fisch., C.A.Mey. & Avé-Lall.
- Daucus gadeceaui Rouy và Camus., cà rốt Gadeceau
- Daucus guttatus
- Daucus littoralis
- Daucus muricatus (L.) L.
- Daucus pusillus Michx., cà rốt dại Mỹ

## Hình ảnh

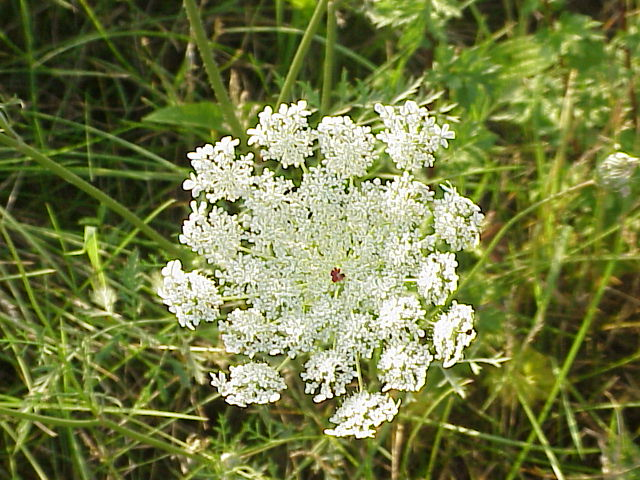
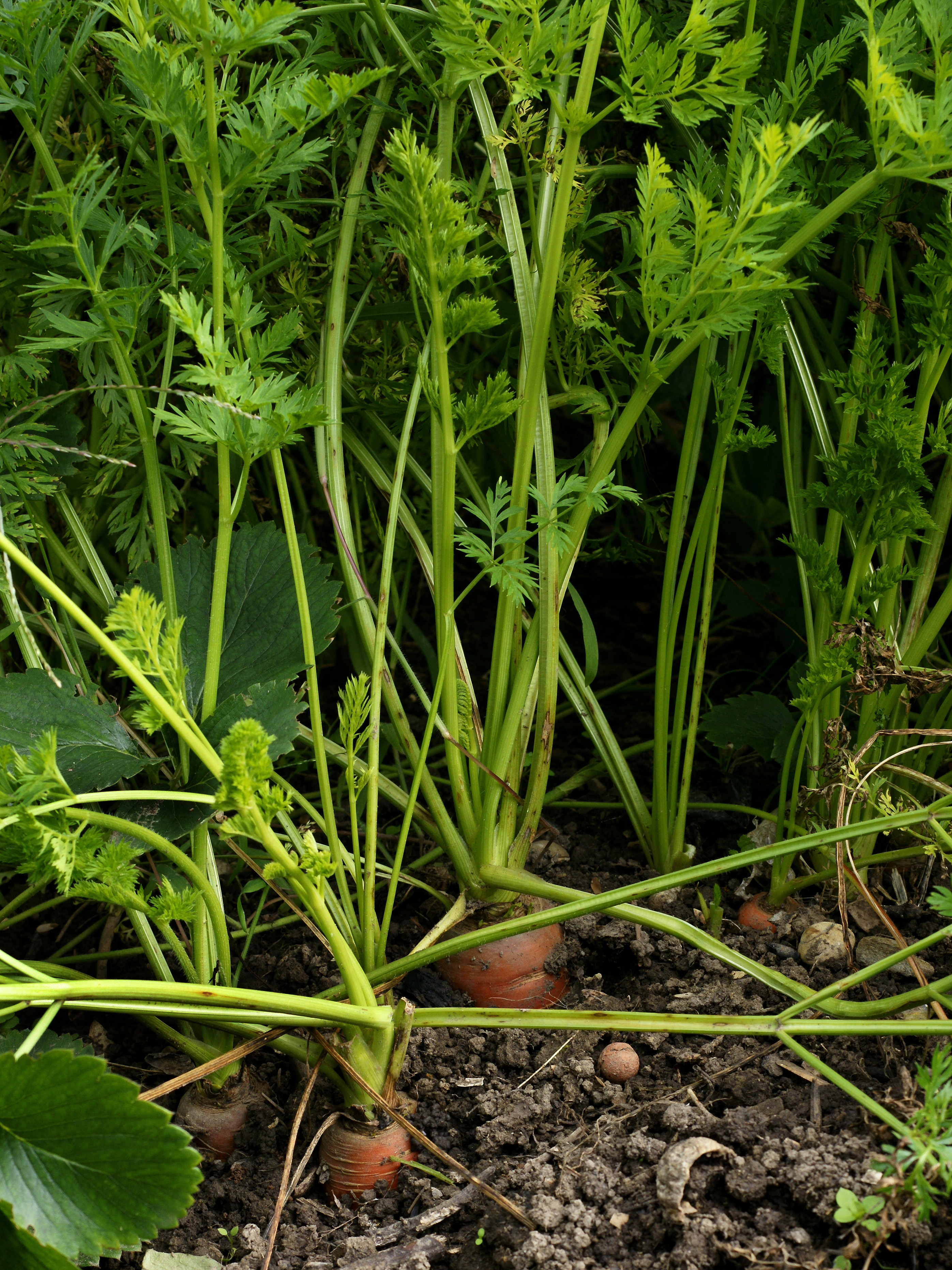
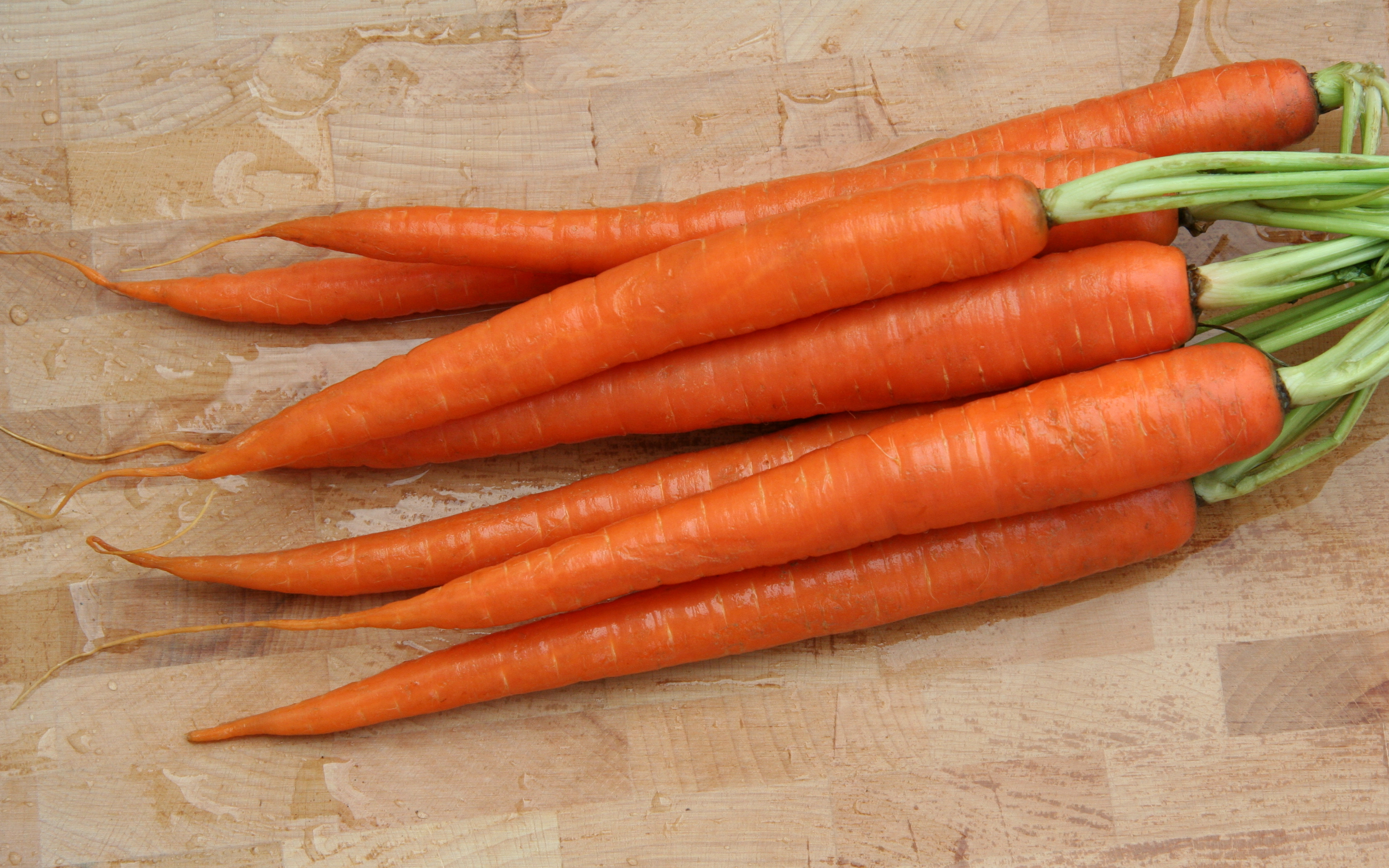
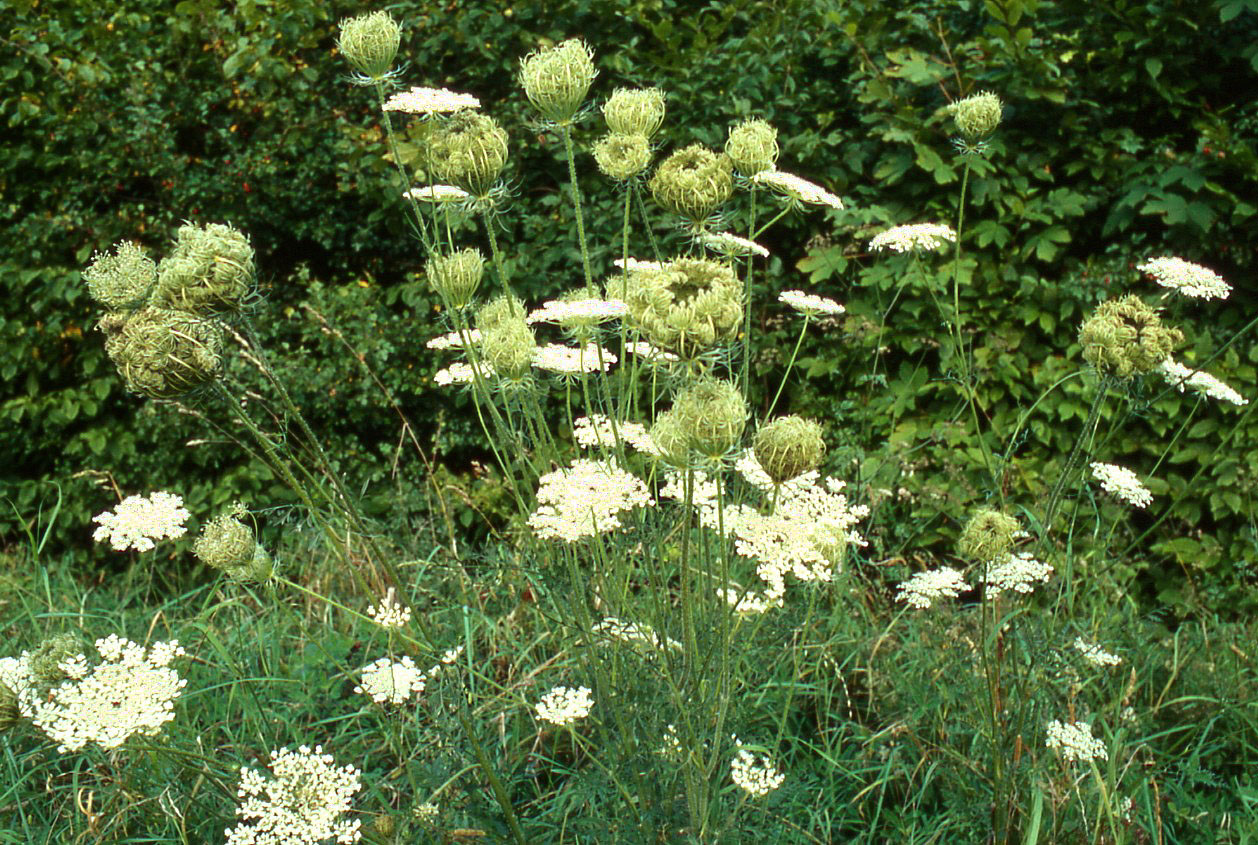